# Alpes Cócios (província romana)
Alpes Cócios ou Alpes Cótios (em latim: Alpes Cottiae) foi uma província do Império Romano, uma das três localizadas nos Alpes entre os territórios correspondentes às atuais França e Itália. Sua função mais importante era proteger a comunicação nos passos alpinos. A província fazia divisa com a Gália Narbonense a oeste, os Alpes Marítimos ao sul, a Itália a leste e os Alpes Peninos (Poenninae) a norte. A capital era Segúsio (atual Susa, no Piemonte).

## História

### Reino Cócio
Depois das Guerras Púnicas, no século II a.C., as tribos da região dos Alpes Cócios formaram um reino celta-ligúrio chamado de Reino Cócio que, graças a uma sábia política de aliança com Roma, foi capaz de manter a sua independência até a época de Augusto, quando a população já estava toda romanizada.
O reino reuniu diferentes tribos (cividades) ligúrias, agora já fortemente misturadas com os celtas, principalmente por causa da influência cultural das tribos gaulesas. A partir daí, a região passou a ser comandada por um rei que, por conta da postura mais ligúria que gaulesa da região, muitas vezes não era obedecido pelas tribos, que tinham um alto grau de independência. Entre elas estavam os segóvios, segusinos, belacos, caturigos, médulos, tebávios, adanates, savincates, ectinos, veaminos, venisanos, iemérios, vesubianos e quaratos.
A capital era Segúsio (a moderna Susa, mas é provável que, no princípio, a capital tenha sido o ópido de Excigômago (provavelmente a moderna Exilles), mais para o interior e mais fácil de defender. Outro local importante foi o ópido chamado Ocelo (moderna Avigliana), um entreposto comercial para os limes que separavam o Reino Cócio e o território diretamente controlado pelos romanos.
A incrível longevidade de um reino independente num cenário no qual o poder romano rapidamente subjugava os povos que encontrava deu-se principalmente por conveniência: os cócios reconheciam o poderio militar romano e sabiam o que acontecia com as nações que se opunham a ele enquanto os romanos sabiam das dificuldades de combater no terreno montanhoso da Ligúria e precisavam de uma passagem segura para completar a conquista da Gália.
Pouco antes de conquistar a região da moderna Espanha (61 a.C.), Júlio César fechou um acordo com rei ligúrio Dono I que lhe assegurava a passagem segura de suas tropas pelo Reino Cócio. Este acordo criou uma aliança que permitiu que os cócios prosperassem através do comércio transalpino e também que se expandissem para o território de seus vizinhos derrotados pelos romanos.
Depois da morte de César e de um período de afastamento, a aliança com Augusto foi reforçada pelo filho de Dono, Cótio. Para celebrar a ocasião foi construído, em honra de Augusto, um arco triunfal em Segúsio (9−8 a.C.), que lá está até hoje. O acordo previa também a mudança do território de Cócio, que perdeu uma parte de seus domínios do lado francês . Em homenagem a ele, as montanhas da região passaram a ser conhecidas como "Alpes Cócios".
Com a morte dele, Dono II foi sucedido por seu filho, que, por sua vez, foi sucedido por seu sobrinho, Cócio II. Este último, que reinou por um longo período, aumentou o território administrado pelo avô graças à doações de terras do imperador Cláudio.
A partir do século I d.C., o Vale de Susa passou a contar com a via das Gálias, que terminava no estratégico Mons Matrona (moderno Montgenevre), um dos três passos para chegar na Gália.

#### Influência
Os monarcas cócios eram muito admirados pelas tribos celtas e ligúrias das montanhas e tidos como um exemplo de justiça e providência. No século IV, o túmulo de Cócio ainda era adorado e, na Idade Média, Dono passou a ser reverenciado como um santo.

### Província romana
Depois, no reinado de Nero (r. 37–68), um procurador foi nomeado quando Cócio II morreu (63 d.C.) e a região tornou-se oficialmente uma província romana. Os governadores eram prefeitos da ordem equestre.
A província foi abolida durante as reformas administrativas do imperador Diocleciano (r. 284–305) e seu território foi fundido ao da província dos Alpes Marítimos.

### Província bizantina
Entre 554 e 568, depois do fim da Guerra Gótica e da conquista bizantina da Itália, a província dos Alpes Cócios foi reconstituída, incluindo o Piemonte e a Ligúria. Paulo, o Diácono, em sua descrição da divisão da Itália na época da invasão lombarda, descreve uma província com o nome de "Alpes Cócios".
Acredita-se que esta província foi a sede de um dos quatro ducados fronteiriços bizantinos que defendiam os Alpes. De acordo com as disposições da Pragmática Sanção de 554, a província passou a ser governado por um governador civil (juiz provincial [iudex Provinciae]) eleito pelos bispos e nobres. Após a conquista lombarda da cidade mais setentrional da província (Paulo, o Diácono, argumenta que os bizantinos detinham uma única cidade no litoral da Ligúria),, a província foi abolida e fundida, se acreditamos que o Descriptio orbis romano Giorgio Ciprio a outras áreas bizantinas remanescentes na Ligúria, Túscia, Valéria, Piceno e no norte da Campânia), na Eparquia Urbicária por volta de 580. Quatro anos depois, ela também foi suprimida e a Ligúria romana assumiu o nome de "Marítima dos Itálicos" (Marittima Italorum), finalmente caindo nas mãos dos lombardos por volta de 643 após as conquistas do rei Rotário.

## Principais cidades
Os principais assentamentos romanos na região eram:
- Às Fronteiras (Malano) (mansão, posto alfandegário)
- Ocelo (Celle) (ópido, vila celta)
- O Duodécimo (S. Didier) ("mutatio")
- Segúsio (Susa) (capital)
- Venáusio (Venaus)(ópido)
- Excigômago (Exilles) (ópido, possivelmente a capital de Dono)
- Cesau ou Gesau (Cesana Torinese)(castro)
- Ao Marte Vingador (Ad Martes Ultor; depois "Ulcense") (Oulx) (castro)
- Brigâncio (Briançon) (mansão)
- Monte das Matronas (Mont Genèvre)

## Atualmente
Localizada na porção sudoeste dos Alpes, onde forma a fronteira entre a França (Altos-Alpes e Saboia) e a Itália (Piemonte), a cordilheira alpina é conhecida atualmente como Alpes Cócios (em francês:  Alpes Cottiennes; em italiano:  Alpi Cozie).